# Gaberl Straße

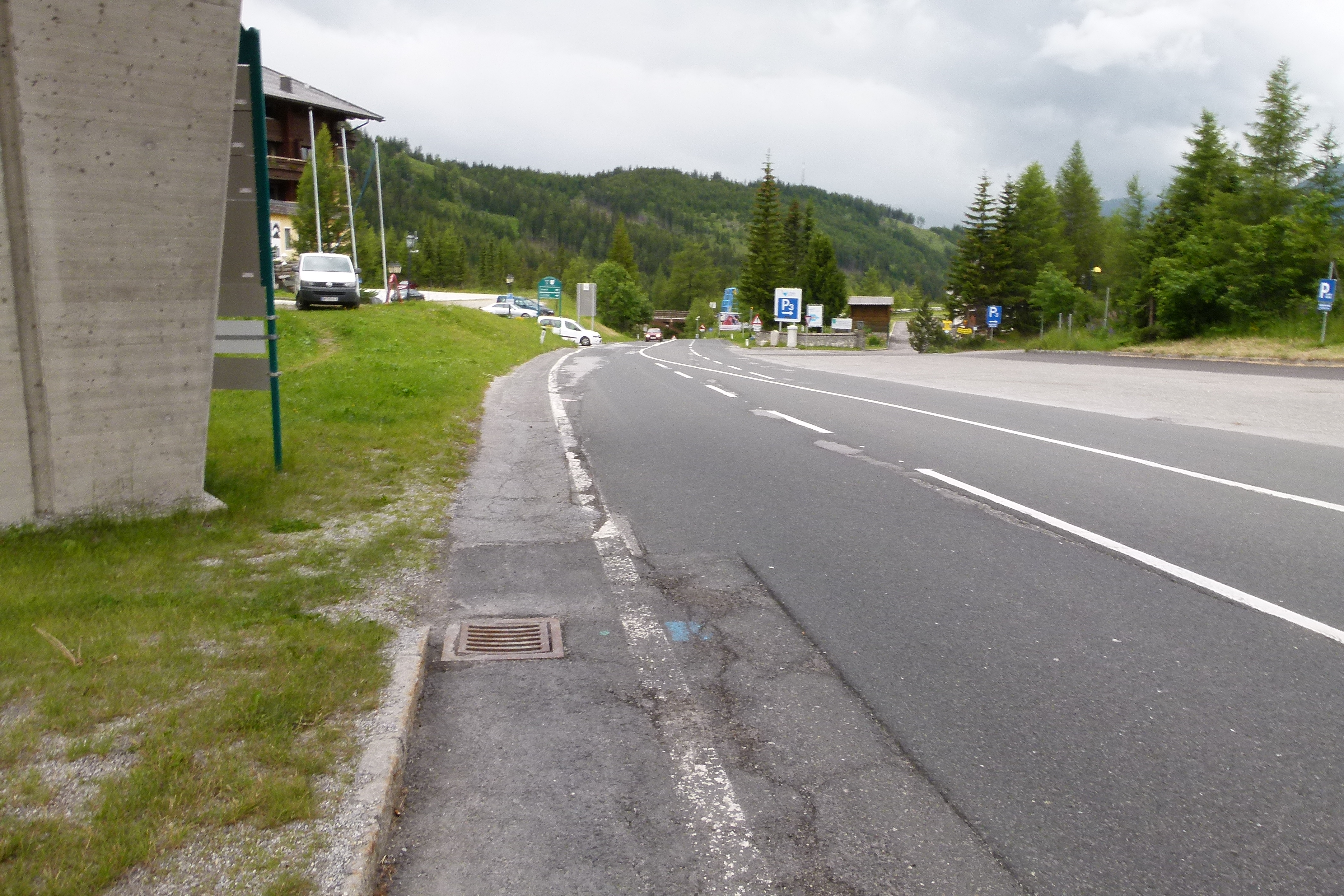
Die Gaberl Straße auf der Gaberlpasshöhe

Die Gaberl Straße (B 77) ist eine Landesstraße in Österreich. Sie verbindet auf eine Länge von 49,9 km die Städte Judenburg und Knittelfeld an der Mur mit den Städten Köflach und Voitsberg am Rand der Lavanttaler Alpen über die Stubalpe. Zusammen mit der Packer Straße (B 70) bietet die Gaberl Straße die kürzeste Verbindung von der steirischen Landeshauptstadt Graz in den Nordwesten des Bundeslandes. Benannt ist die Straße nach dem Gaberl, einem Pass, der sich ungefähr in der Mitte der Strecke befindet.

## Geschichte
Die Straße von Köflach über Salla nach Weißkirchen wurde durch das Gesetz vom 3. Oktober 1868 den Bezirksstraßen I. Klasse zugerechnet. Seit dem 1. April 1938 werden die Bezirksstraßen I. Ordnung in der Steiermark als Landesstraßen geführt.
Die Gaberl Straße gehörte vom 1. Jänner 1951 bis 1. Juni 1961 zum Netz der Bundesstraßen in Österreich.
Seit dem 1. Jänner 1973 gehört sie wieder zum Netz der Bundesstraßen in Österreich.